# Xiaomi Mi A1
Xiaomi Mi A1 é um smartphone da Xiaomi desenvolvido em conjunto com a Google como parte da inciativa Android One.

## Especificações

### Hardware
O Mi A1 vem com um display touchscreen de 5,5" com resolução Full HD 1080p, alimentado por uma bateria de 3080 mAh. Ele mede 155,40 x 75,80 x 7,30 (altura x largura x espessura) e pesa 165,00 gramas. É equipado com um processador Qualcomm Snapdragon 625 octa-core de 2.0 Ghz com 14nm FinFET, além de uma GPU Adreno 506 de 650MHz e 4GB de RAM. Ele tem armazenamento interno de 32/64GB e exclusivo para a série, slot para cartão microSD suportando cartões de até 128 GB. O Mi A1 possui câmeras de 12MP 1.25μm f / 2.2 + 12MP 1.0 μm, f / 2.6 atirador com foco automático e zoom óptico 2x sem perdas, flash de dois tons e lente de 5 peças, é capaz de gravar vídeos em 4K, câmera frontal de 5MP 1.12μm f / 2. Os sensores incluem o magnetômetro de bússola, sensor de proximidade, acelerômetro, sensor de luz ambiente, giroscópio, sensor de impressão digital, infravermelho e sensor Hall.

### Software
O Xiaomi Mi A1 vem com Android 7.1.2 Nougat de fábrica com atualização disponível para o Android 8.1.0 Oreo. Além do software do Google, o smartphone vem com aplicativos da Xiaomi como Camera, FeedBack, Mi Community e Mi Remote. O Mi A1 terá pelo menos dois anos de atualizações do sistema operacional com a atualização confirmada para o Android P no Programa Android One.

## Lançamento e recepção
O Xiaomi Mi A1 foi revelado em 5 de setembro de 2017 e está disponível em todos os mercados atuais da Xiaomi, com exceção da República Popular da China, onde a versão Mi 5X MIUI do smartphone foi lançada antes. O dispositivo recebeu críticas positivas. Sam Byford do The Verge disse que a característica mais distinta do Mi A1 é o fato do aparelho rodar o android puro e não a versão modificada, chamada MIUI, da Xiaomi. Sahil Gupta do TechRadar, escreveu que a experiência certificada Android One do Mi A1, juntamente com um já testado hardware e as capacidades das duas câmeras dão uma experiência premium a um baixo custo.
- Este artigo foi inicialmente traduzido, total ou parcialmente, do artigo da Wikipédia em inglês cujo título é «Xiaomi Mi A1», especificamente desta versão.